# Kolonia Duninowo
Kolonia Duninowo – nieoficjalna kolonia wsi Duninowo w Polsce położona w województwie pomorskim, w powiecie słupskim, w gminie Ustka.
Alternatywną nazwą miejscowości jest Kolonia Duninowo Drugie.
Osada wchodzi w skład sołectwa Duninowo.
W latach 1975–1998 miejscowość administracyjnie należała do województwa słupskiego.